# Doc
Doc és un western estatunidenc de Frank Perry estrenat el 1971, que explica la història del tiroteig al O.K. Corral i un dels seus protagonistes, Doc Holliday. La van protagonitzar Stacy Keach, Faye Dunaway i Harris Yulin. El film va ser rodat a Almeria.

## Argument
En un saloon, Doc Holliday, jugador professional de cartes, es juga el seu cavall contra una bonica rossa. Guanya la partida i marxa doncs amb el seu premi, Kate Elder, cap a Tombstone. Allà es troba el seu amic marshall, Wyatt Earp. Per guanyar les eleccions, compta amb la confiança dels habitants, però petits grangers, com els Clanton, l'acusen de deshonest. Earp vol eliminar el clan Clanton.

## Repartiment
- Faye Dunaway: Kate Elder
- Stacy Keach: Doc Holliday
- Harris Yulin: Wyatt Earp
- Mike Witney: Ike Clanton
- Denver John Collins: El Kid
- Dan Greenburg: El periodista
- Penelope Allen: Mattie Earp
- Hedy Sontag: Alley Earp